# 김선재 (아나운서)
김선재(1992년 5월 2일 ~ )는 SBS 아나운서다.

## 학력
- 대일외국어고등학교 (스페인어과 / 졸업)
- 서울대학교 (외교학 · 서어서문학 / 학사)

## 경력
- 2013년 : 대학내일 표지 모델
- 2015년 2월 1일 ~ 현재 : SBS 20기 아나운서

## 진행

### 현재

#### 라디오
- SBS 《김선재의 책하고 놀자》 (SBS 러브FM)

#### 기타
- SBS 《골라듣는 뉴스룸》 [최종의견] (2015년 9월 3일 ~ 2025년 7월 18일)

### 과거

#### TV
- SBS 《SBS 5 뉴스》 (수요일)
- SBS 《모닝와이드》 (월 ~ 토요일)
- SBS 《프로야구 중계석》
- 《풋볼 매거진 골》 [축구사용설명서]
- SBS 《접속! 애니월드》
- SBS 《모닝와이드》,《SBS 12 뉴스》, 《SBS 취재파일 플러스》
- 《열린TV - 시청자 세상》
- SBS 《맨 인 블랙박스》 (2016년 9월 6일 ~ 2017년 9월 10일)
- SBS 토요일 《모닝와이드》 1, 2부 앵커 (2016년 12월 24일 ~ 2018년 1월 13일)
- SBS 생방송 투데이 (2017년 6월 5일 ~ 2025년 4월 11일)
- SBS 《e스포츠 매거진 GG》
- SBS 《SBS 오 뉴스》서브앵커 (2019년 9월 3일 ~ 2021년 2월 10일)
- SBS 《순간포착 세상에 이런일이》 (2019년 11월 14일~ 2020년 2월 3일)
- SBS 《TV 동물농장》 (2016년 8월 14일, 777회 한정)
- SBS 《SBS 오 뉴스》서브임시앵커 (2025년 1월 6일 ~ 2025년 1월 17일)
- SBS 《평일 SBS 8 뉴스 - SBS 스포츠뉴스》 앵커 - 2025년 4월 28일 ~ 2025년 7월 18일

#### 라디오
- 《윤형빈, 양세형의 투맨쇼》 (SBS 러브FM)
- 《SBS 정오종합뉴스》 토요일 진행 (SBS 러브FM) (2017년 3월 4일 ~ 2017년 8월 26일)

#### 기타
- 《특벌한 사람들이 말하는 남북정상회담》 (비디오머그)
- SBS 《팟캐스트》 [아나콘다 경제읽기]
- 《힐링라디오-당신이 옳다》 (비디오머그)

## 출연

### 과거

#### TV
- 《백종원의 3대 천왕》
- 《TV 동물농장》

#### 기타
- 《스브스뉴스 인사이드》 (스브스뉴스)
- 《특집 북미정상회담》 (비디오머그)